# دبرا مورگان
دبرا مورگان (به انگلیسی: Debra Morgan) یک شخصیت خیالی خلق شده توسط جف لیندسی در سری کتاب‌های دکستر می‌باشد. او همچنین به عنوان یکی از شخصیت‌های اصلی در سریال دکستر، با بازی جنیفر کارپنتر، حضور دارد.